# Jean Choleau
 (juillet 2025).
Jean Choleau, économiste et militant breton né le 10 novembre 1879 à Vitré, mort le 23 janvier 1965 à Vitré.

## Biographie
Fils d'un couple de marchands installés à Vitré. Il a été tisserand et un auteur prolifique, très attaché à la culture de la Haute-Bretagne et développant particulier les thèmes économiques. Il a été conservateur du musée et de la bibliothèque de Vitré.
Militant depuis 1902 à l’Union régionaliste bretonne, il la quitte en 1911, pour fonder la Fédération régionaliste de Bretagne, dont il fut le président à plusieurs reprises. Dès 1905, il fut aussi membre du collège des Bardes. En 1911, il fonda l'"Union des industriels et commerçants vitréens" ; il crée aussi une société de secours mutuel : "Le pain familial".

## Publications
- Condition actuelle des serviteurs ruraux bretons. Domestiques à gages et journaliers agricoles, Vannes, Lafolye frères éditeurs, 1907.
- I : le régionalisme et les intérêts commerciaux & industriels ; II : un label breton. Pays breton - Lorient, 1912.
- L’expansion bretonne au XXe siècle, Champion, Paris, 1922.
- Questions bretonnes des temps presents, Unvaniez Arvor, 1942.
- De Vitré à la baie du Mont St Michel, Bretagne-Éditions, 1945.
- De Roscanvel à Landavran, Vitré, chez l'auteur, 1946.
- Chansons et propos rustiques en parlers populaires de Haute-Bretagne, Vitré, Unvaniez Arvor, 1947 (sous le pseudonyme de Jean Lancelot).
- Les Bretons à l'aventure. Explorateurs et colons, Unvaniez Arvor, 1950.
- Le bon cœur de Mme de Sévigné, Unvaniez Arvor, Vitré.
- Métiers, confrairies et corporations de Vitré avant la Révolution, Unvaniez Arvor, 1951.
- Costumes et Chants Populaires De Haute-Bretagne, Édition Unvaniez Arvor, 1953.
- L'industrie cidricole.
- L'industrie de la bonneterie en Bretagne.
- Le Parler du pays de Vitré, Éditions Label LN, 2006, 166 pages,  (ISBN 2-915915-10-5)